# Maarten Schurink
Maarten Schurink (22 september 1975) is een Nederlandse topambtenaar. Hij is sinds 21 augustus 2023 secretaris-generaal van het Ministerie van Defensie.

## Ambtelijke loopbaan
Schurink is de zoon van een gemeentesecretaris en studeerde aan de Katholieke Universiteit Nijmegen bestuur en organisatie, en politicologie.
In 1998 trad Schurink in dienst van de Rijksoverheid als ambtenaar aan het Ministerie van Binnenlandse Zaken en Koninkrijksrelaties. Van 2002 tot 2006 was hij consultant bij Berenschot (organisatieadviesbureau), gevolgd door een dienstverband bij de gemeente Dordrecht. Daar klom hij in 2009 op tot gemeentesecretaris, de hoogste ambtelijke functie. Dezelfde functie bekleedde hij ook in Utrecht.
Bij de Sociale Verzekeringsbank was Schurink van 2016 tot 2018 voorzitter van de Raad van Bestuur. Daarop volgde de functie van secretaris-generaal bij het Ministerie van Binnenlandse Zaken en Koninkrijksrelaties, waar hij zijn ambtelijke carrière was aangevangen. In 2023 volgde de overstap naar het Ministerie van Defensie.

## Kritiek op politieke omgang met ambtenarij
Schurink kwam in 2023 in het nieuws met kritiek op de omgang van kabinetsleden met de inzet van Rijksambtenaren. "Er worden met enige regelmaat irreële eisen aan ambtenaren gesteld," zei hij in een vraaggesprek met NRC (krant). Bewindslieden zetten volgens Schurink druk op ambtenaren om politiek gewenste resultaten te leveren. Ook op Tweede Kamerleden leverde hij kritiek: "Kamerleden moeten ophouden ambtenaren met naam en toenaam in het politieke debat te trekken."